# جيرانت أندرسون
جيرانت أندرسون (بالإنجليزية: Geraint Anderson)‏ هو كاتب بريطاني، ولد في 1972 في نوتينغ هيل في المملكة المتحدة.

## وصلات خارجية
- جيرانت أندرسون على موقع IMDb (الإنجليزية)
- جيرانت أندرسون على موقع قاعدة بيانات الفيلم (الإنجليزية)
- جيرانت أندرسون على موقع كينوبويسك (الروسية)